# Palo santo
A palo santo a Bulnesia arborea és a Bulnesia sarmientoi növényfajokból nyert faanyag. A más nemzetséghez tartozó, de az előbbiekhez nagyon hasonló guajakfát is gyakran nevezik így. Nagyon nehéz, kemény, illatos, viaszszerű gyantával telített faanyag.
Egyéb kereskedelmi nevei: verawood (Bulnesia arborea), lignum vitae (Bulnesia sarmientoi).

## Az élő fa
Dél-Amerikában, a Gran Chaco vidékén (Bulnesia sarmientoi), illetve Dél-Amerika északi részén (Bulnesia arborea) fordul elő. Közepes nagyságú örökzöld fák, 12–15 m magasak, rönkátmérőjük 50 cm körüli.

## A faanyag
Szíjácsa keskeny, sötétsárga, gesztje sötétebb, a levegőn szürkés-zöldes árnyalatot kap. A növekedési zónák hol felismerhetőek, hol nem. Balzsamos illata van, a felülete viaszos fényű.

## Felhasználása
SzárításLassan, nehezen szárad, könnyen reped. Állóképessége jó.
MegmunkálásKeménysége, ridegsége, szabálytalan rostszerkezete miatt nehéz megmunkálni. A fa viasztartalma bizonyos fokig megkönnyíti a forgácsoló megmunkálást, de a ragasztást problematikussá teszi. Jól esztergálható. Hajlításra nem alkalmas.
RögzítésVíztaszító tulajdonsága miatt a szokásos faragasztókkal nehezen ragasztható.
FelületkezelésJól polírozható.
TartósságNagyon tartós, kopásálló, gomba- és rovarálló. Színe fény hatására megváltozik.
Felhasználási köre a guajakfáéhoz hasonló. A magas viasztartalmú fát önkenő tulajdonsága alkalmassá teszi hajótengelyek, tengeralattjáró-tengelyek csapágyazására, fogaskerekek, gyalutalpak készítésére. Esztergályosmunkák, tekegolyók, kalapácsok anyaga. Vékony csíkja meggyújtva illatos füstölőként használható.